# Jack Chambers (homme politique)
Jack Chambers, né le 21 novembre 1990 à Galway, est un homme politique irlandais, membre du Fianna Fáil (FF). Depuis janvier 2025, il est ministre des Dépenses publiques, des Infrastructures, des Services publics, des Réformes et du Numérique.
Il est ministre des Finances de 2024 à 2025.

## Jeunesse
Chambers est né à Galway en 1990, mais vit à Dublin depuis sa petite enfance. Il réside dans le quartier de Castleknock, à l'ouest de Dublin,. Son père, Frank Chambers, de Newport, comté de Mayo, est consultant à l'hôpital privé Mater et est un allié politique de Brian Lenihan Jnr,,. Sa mère, Barbara Farragher, est originaire de Hollymount, dans le comté de Mayo. Il n'a aucun lien de parenté avec la sénatrice Lisa Chambers. Il fréquente le Belvedere College et obtient un diplôme en droit et en sciences politiques du Trinity College de Dublin, avant de s'inscrire en médecine au RCSI, où il obtient son diplôme en 2020 après avoir interrompu ses études au début de sa carrière politique.

## Carrière politique
Jack Chambers est élu au conseil du comté de Fingal lors des élections locales de 2014, arrivant en tête du scrutin dans la zone électorale locale de Castleknock. Il est maire adjoint de Fingal de 2015 jusqu'à ce qu'il quitte son siège au conseil lors de son élection au Dáil.
Pour les élections générales de 2016, il se présente dans la Dublin Ouest, avec pour objectif de récupérer l'ancien siège de Brian Lenihan, mort en 2011 et ensuite perdu par le Fianna Fáil. Élu, il devient ainsi Teachta Dála (TD),.
En mars 2018, Micheál Martin nomme Chambers porte-parole de la défense. Le 3 mai 2018, il appelle, avec plusieurs autres député du Fianna Fáil, à un vote non au référendum pour supprimer l'article constitutionnel qui interdisait l'avortement en reconnaissant le droit égal à la vie de l'enfant à naître. Il a depuis déclaré que sa position avait évolué et qu'il soutenait que les femmes puissent accéder à une interruption de grossesse jusqu'à 12 semaines de grossesse en toutes circonstances. Aux élections générales de 2020, il est réélu député pour Dublin West,.
Lorsque Martin devient Taoiseach, il nomme Chambers secrétaire d'État au ministère des Finances le 1er juillet 2020. Deux semaines plus tard, après que Barry Cowen a été limogé de son poste de ministre de l'Agriculture, de l'Alimentation et de la Marine, Martin nomme Dara Calleary pour remplacer Cowen, Chambers succédant à Calleary en tant que whip en chef du gouvernement et secrétaire d'État aux Sports et au Gaeltacht. Chambers déclare qu'il suivrait un « cours intensif d'irlandais » pour se préparer à cette dernière responsabilité, car il ne parle pas couramment l'irlandais. Le 17 novembre 2020, Chambers est nommé au poste supplémentaire de secrétaire d'État au ministère de la Défense.
En décembre 2022, après que Leo Varadkar soit devenu Taoiseach, Chambers est nommé secrétaire d'État au ministère des Transports avec une responsabilité particulière pour le transport international et routier et la logistique et secrétaire d'État au ministère de l'Environnement, du Climat et des Communications avec une responsabilité particulière pour Politique postale.
En juin 2023, Chambers est nommé responsable des élections locales du Fianna Fáil pour les élections locales de 2024. Après la désignation de Michael McGrath comme commissaire européen, Jack Chambers devient le 26 juin 2024 ministre des Finances.